# Orosz Ferenc (labdarúgó)
Orosz Ferenc (Budapest, 1969. október 11. –) magyar válogatott labdarúgó, csatár és edző. Az 1991–92-es NB 1-es bajnoki idény gólkirálya 16 góllal holtversenyben.

## Sportpályafutása

### Klubcsapatban
A Bp Honvéd játékosaként kezdte élvonalbeli labdarúgó karrierjét. Játszott továbbá a Dorogi Bányász, a Váci Izzó MTE, a Budapesti VSC és az MTK csapataiban. 2001-ben fejezte be NB-1-es labdarúgó pályafutását a Dunaferrben. Ezt követően levezetésként még egy évig, a rövid időre újraindított legidősebb magyar klubnál, a Budapesti TC-nél volt igazolt labdarúgó, majd utánpótlásedző lett.

### A válogatottban
1991 és 1997 között 17 alkalommal szerepelt a válogatottban és három gólt szerzett. Négyszeres olimpiai válogatott (1989–91), kilencszeres ifjúsági válogatott (1987–88, 2 gól) kétszeres egyéb válogatott (1989).

### Edzőként
2002-től utánpótlásedzőként a Vasasnál, az MTK-nál és Taksonyban tevékenykedett. Másfél évet Katarban is dolgozott. 2009-2017 között az utánpótlás-neveléssel foglalkozó Grund 1986 FC-nél dolgozott. Később az Újpest FC utánpótlás edzője lett.

## Sikerei, díjai
- Magyar bajnokság
  - bajnok: 1992–93, 1996–97, 1998–99, 1999–00
  - 2.: 1991–92, 1995–96, 2000–01
  - gólkirály: 1991–92 (16 gól)
- Magyar kupa
  - győztes: 1997, 1998
  - döntős: 1990, 1996

## Statisztika

### Mérkőzései a válogatottban
| Magyarország | Magyarország         | Magyarország                | Magyarország | Magyarország | Magyarország            | Magyarország | Magyarország | Magyarország |
| #            | Dátum                | Helyszín                    | Hazai        | Eredmény     | Vendég                  | Kiírás       | Gólok        | Esemény      |
| ------------ | -------------------- | --------------------------- | ------------ | ------------ | ----------------------- | ------------ | ------------ | ------------ |
| 1.           | 1991. december 4.    | León                        | Mexikó       | 3 – 0        | Magyarország            | barátságos   | -            | 61'          |
| 2.           | 1991. december 8.    | San Salvador                | Salvador     | 1 – 1        | Magyarország            | barátságos   | -            | 35'          |
| 3.           | 1993. május 29.      | Dublin, Lansdowne Road      | Írország     | 2 – 4        | Magyarország            | barátságos   | -            |              |
| 4.           | 1993. június 16.     | Reykjavík, Laugardalsvöllur | Izland       | 2 – 0        | Magyarország            | vb-selejtező | -            | 67'          |
| 5.           | 1993. október 27.    | Budapest, Üllői úti Stadion | Magyarország | 1 – 0        | Luxemburg               | vb-selejtező | -            | 46'          |
| 6.           | 1994. március 23.    | Linz                        | Ausztria     | 1 – 1        | Magyarország            | barátságos   | -            | 52'          |
| 7.           | 1995. november 11.   | Budapest, Fáy utcai Stadion | Magyarország | 1 – 0        | Izland                  | Eb-selejtező | -            | 75'          |
| 8.           | 1996. április 10.    | Eszék                       | Horvátország | 4 – 1        | Magyarország            | barátságos   | -            |              |
| 9.           | 1996. augusztus 14.  | Siófok                      | Magyarország | 3 – 1        | Egyesült Arab Emírségek | barátságos   | -            | 64' 73'      |
| 10.          | 1996. szeptember 1.  | Budapest, Népstadion        | Magyarország | 1 – 0        | Finnország              | vb-selejtező | -            | 16' 63'      |
| 11.          | 1997. március 19.    | Valletta                    | Málta        | 1 – 4        | Magyarország            | barátságos   | 1            | 53' 66'      |
| 12.          | 1997. április 30.    | Zürich                      | Svájc        | 1 – 0        | Magyarország            | vb-selejtező | -            | 80'          |
| 13.          | 1997. június 8.      | Budapest, Népstadion        | Magyarország | 1 – 1        | Norvégia                | vb-selejtező | -            | 85'          |
| 14.          | 1997. augusztus 6.   | Siófok                      | Magyarország | 3 – 0        | Málta                   | barátságos   | -            | 44'          |
| 15.          | 1997. szeptember 10. | Budapest, Üllői úti Stadion | Magyarország | 3 – 1        | Azerbajdzsán            | vb-selejtező | -            | 59'          |
| 16.          | 1997. október 11.    | Helsinki                    | Finnország   | 1 – 1        | Magyarország            | vb-selejtező | -            |              |
| 17.          | 1997. október 29.    | Budapest, Üllői úti Stadion | Magyarország | 1 – 7        | Jugoszlávia             | vb-selejtező | -            |              |
|              | Összesen             |                             |              | 17           | mérkőzés                |              | 3            | gól          |